# Sint-Lambertuskerk (Oldenburg)
De Sint-Lambertuskerk (Duits: St.-Lambertikirche) is een protestantse kerk in de Nedersaksische stad Oldenburg. Opvallend is de tegenstelling tussen het exterieur en interieur. Buiten vermoedt men een neogotisch hallenkerk, terwijl men binnen een classicistische rotonde aantreft. De Lambertuskerk heeft vijf torens, waarvan de hoogste toren 86 meter is en daarmee is de kerk het hoogste bouwwerk van de stad. De Lambertuskerk is de hoofdkerk van de Evangelisch-Lutherse Kerk te Oldenburg.

## Geschiedenis
Sinds ongeveer het jaar 1200 stond tussen de toenmalige burcht en de nederzetting Oldenburg een kerk. Deze kerk, die gewijd werd aan de heilige Lambertus, betrof vermoedelijk een eenschepig, romaans kerkgebouw. De Lambertuskerk werd een stadskerk toen Oldenburg in 1345 stadsrechten verkreeg. In 1377 werd op initiatief van het gravenhuis de kerk verheven tot stiftskerk. Het stift had daarna acht koorheren en samen met de abt beschikten zij over negen altaren.
Rond 1400 werd de kerk verbouwd tot een laatgotische hallenkerk. Het koor werd in 1436 op aansporing van graaf Dietrich van Oldenburg naar het oosten vergroot en van glas-in-loodramen voorzien.
De reformatie werd in het jaar 1527 geïntroduceerd in Oldenburg. De stad werd protestants en vanaf die tijd werd er uitsluitend in het Duits gepreekt. Na het uitsterven van de koorheren werden een aantal altaren verwijderd, maar verder veranderde er weinig.
Pas in 1795 werd de intussen bouwvallig geworden kerk verbouwd en dan gelijk ook zeer grondig. De kerk werd tot op de buitenmuren gesloopt en veranderd in een classicistische rotonde. Ook werd de oriëntatie van de kerk gedraaid, in plaats van oostelijk werd de oriëntatie nu westelijk. Op de plaats van het vroegere koor kwam de ingang van de kerk. Sinds deze verbouwing werd er niet veel meer aan het interieur veranderd.
Om ruimte op het marktplein te scheppen werd in 1813 de vrijstaande klokkentoren afgebroken. De bekende dichter Heinrich Heine stak de draak met de nu torenloze kerk en vergeleek het godshuis met een theater. Ten slotte werd in 1873 toch weer een nieuwe toren westelijk van het kerkgebouw aangebouwd. De torenbouw luidde het begin in van een neogotische gedaanteverwisseling van de kerk. In de jaren 1885-1887 werden vier hoektorens gebouwd en om de rotonde werden neogotische muren van rode baksteen opgetrokken. Aan de oostzijde werd een klassiek priesterkoor gebouwd dat niet als koor maar slechts als ommanteling van het classicistische ingangsportaal diende.
In 1968 werd de oriëntatie van de kerk opnieuw gedraaid. Dit in verband met de installatie van een groot orgel. Slechts de oostelijke galerij kon het grote orgel bergen. En daarom werd de oostelijke ingang gesloten en in het westen een ingang in de toren geopend. In het neogotische koor richtte men vervolgens een kapel in.
Vanaf 2007 tot 2009 werd de Lambertuskerk gerestaureerd. Het interieur werd in bouwkundig opzicht niet veranderd, maar kreeg een nieuwe, lichtere kleurstelling. De amper gebruikte kapel in het neogotische koor werd weer afgesloten, alwaar men nieuwe ruimten creëerde.

## Orgel
Het orgel werd in 1972 door de orgelbouwer Alfred Führer gebouwd en beschikt over 52 registers. Daarmee is het instrument het grootste orgel van de regio. In 2008 werd het orgel nog eens met twee registers uitgebreid.

## Klokken
De vijf klokken van de Lambertuskerk moesten in de beide Wereldoorlogen worden ingeleverd. Tegenwoordig hangt het oorspronkelijke aantal klokken weer in de toren. Vier klokken werd gegoten door de klokkengieterij Rincker in Sinn. Twee daarvan dateren uit 1925, één uit 1951 en één uit 1987. De grootste klok heeft een doorsnee van 166 cm en weegt bijna 3000 kg. De vijfde en kleinste klok werd al in 1669 in Dresden gegoten. De klok hing vroeger in het Silezische Hemmersdorf en kwam via het Hamburgse klokkenkerkhof in 1950 naar Oldenburg.

## Afbeeldingen

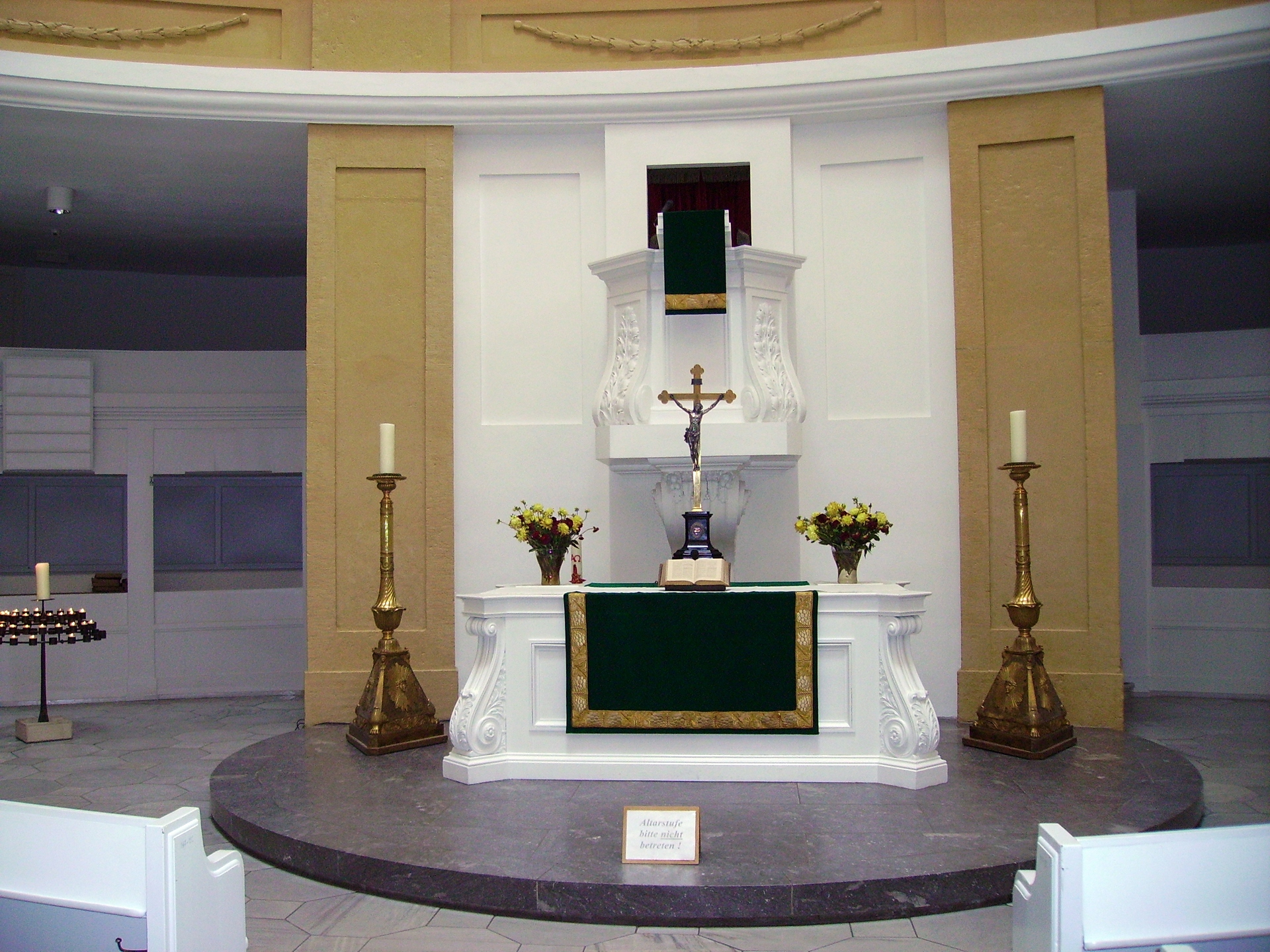
Altaar
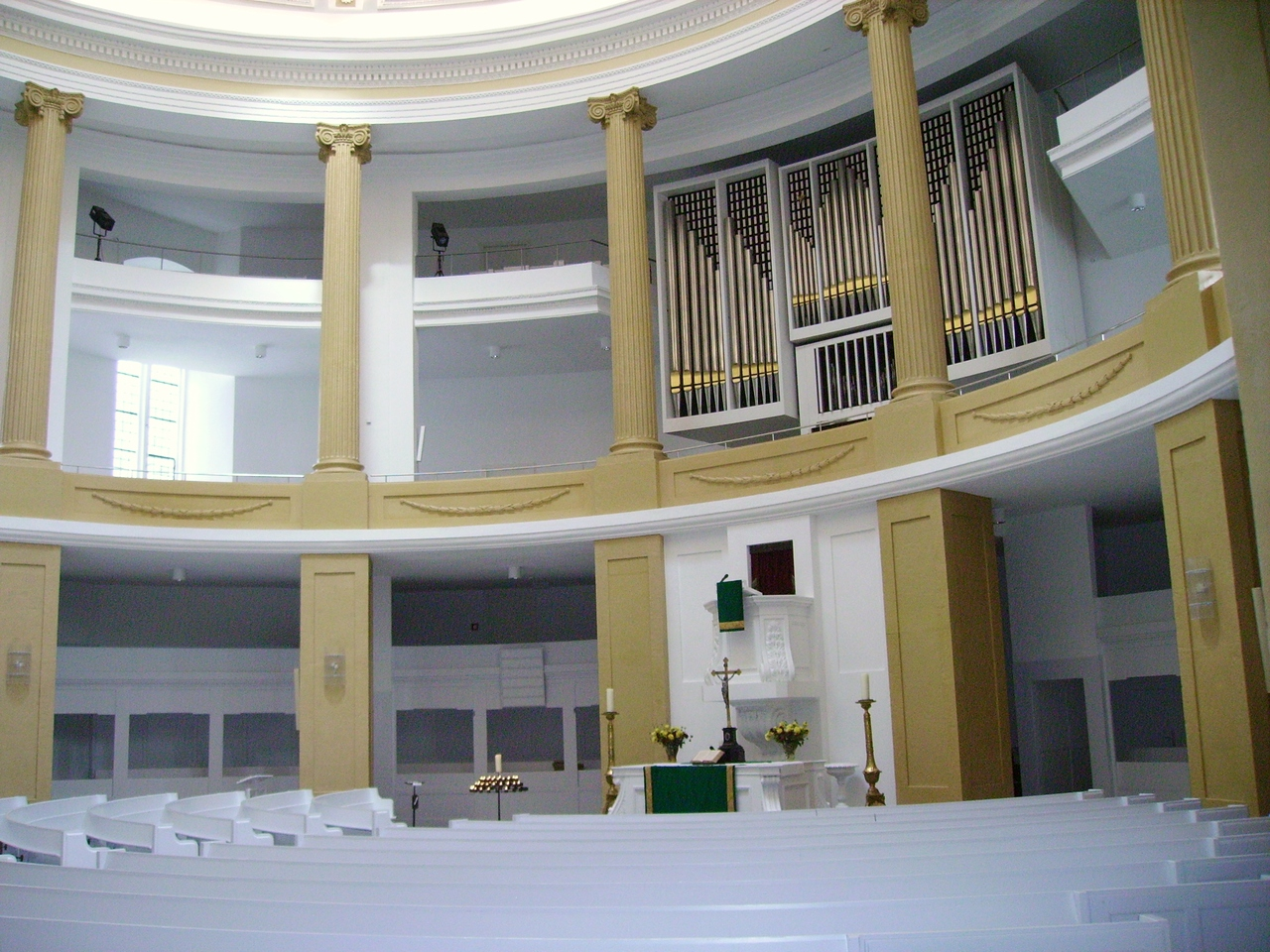
Interieur en orgel